# Oblast de la Caspienne
1840–1846
Entités suivantes :
- Gouvernement de Chemakha
- Gouvernement de Derbent

L'oblast de la Caspienne (en russe : Каспийская область) est un ancien territoire administratif de l'Empire russe formé en 1840 dans l'est du Caucase, le long de la mer Caspienne. Son chef-lieu était Chemakha (aujourd'hui Chamakhi en Azerbaïdjan).

## Historique
L'oblast de la Caspienne a été créée en pleine guerre du Caucase, sous le règne de l'empereur Nicolas Ier, le 10 avril 1840 (22 avril dans le calendrier grégorien) afin d'organiser l'administration de la Transcaucasie.
L'oblast de la Caspienne se divise alors en sept ouïezds : Chirvan, Garabagh, Cheki, Talychin, Bakou, ainsi que le district militaire spécial de Derbent et l'ouïezd Quba, limitrophes du Daghestan, où la lutte des montagnards pour l'indépendance se poursuivait. La région de la Caspienne englobe donc le territoire de l'ancienne Arran, ainsi que les terres voisines de l'Arménie et du Daghestan méridional. La réforme introduit une administration et des institutions qui fonctionnent selon les mêmes principes que dans les provinces intérieures de la Russie.
Par décret impérial du 14 décembre 1846 l'organisation administrative et territoriale de la Transcaucasie est remodelée. Toute la région est divisée en quatre gouvernements : Tiflis, Koutaïssi, Chemakha et Derbent ; l'oblast de la Caspienne est supprimée.

## Gouverneurs
- 1840-1842 Nikolaï Ascheberg (ru) ;
- 1842-1844 Apollon Ivanov (ru) ;
- 1844-1846 Alexandre von Wrangel.